# Afrogamasellus truncatus
Afrogamasellus truncatus är en spindeldjursart som beskrevs av Hurlbutt 1974. Afrogamasellus truncatus ingår i släktet Afrogamasellus och familjen Rhodacaridae. Inga underarter finns listade i Catalogue of Life.